# Mirande
Mirande é uma comuna francesa na região administrativa da Occitânia, no departamento de Gers. Estende-se por uma área de 23.42 km², e possui 3.455 habitantes, segundo o censo de 2018, com uma densidade de 150 hab/km².